# Peixe-porco-diamante
O peixe-porco-diamante (Rudarius excelsus) é uma espécie de peixe-porco nativa do Oceano Pacífico,que é muito procurado por aquaristas, por conta de seu nado desajeitado que o dá um aspecto de ''fofo'' e de sua ajuda com controle de pragas em aquários, como ajudar no controle de anêmonas invasoras do gênero Aiptasia. Na natureza, o peixe-porco-diamante vive entre algas em prados-marinhos de lagunas de atóis, onde se camuflam para se esconder de predadores.
Essa espécie é nativa do Oceano Pacífico, podendo ser encontrado nas Ilhas Ryukyu, sul do Japão, para as Filipinas e Indonésia até a Austrálasia e norte da Austrália.